# Экверсайм
Экверса́йм или Экверсгейм (фр. Eckwersheim) — коммуна на северо-востоке Франции в регионе Гранд-Эст (бывший Эльзас — Шампань — Арденны — Лотарингия), департамент Нижний Рейн, округ Страсбур, кантон Брюмат. До марта 2015 коммуна в составе кантона Брюмат административно входила в состав упразднённого округа Страсбур-Кампань.

## Географическое положение
Коммуна расположена в 400 км восточнее Парижа и в 12 км севернее Страсбурга.
Площадь коммуны — 7,46 км², население — 1425 человек (2006) с тенденцией к стабилизации: 1377 человек (2013), плотность населения — 183,7 чел/км².

## Население
Население коммуны в 2011 году составляло 1391 человек, в 2012 году — 1370 человек, а в 2013-м — 1377 человек.
| 1962 | 1968 | 1975 | 1982 | 1990 | 1999 | 2006 | 2008 | 2011 | 2012 | 2013 |
| ---- | ---- | ---- | ---- | ---- | ---- | ---- | ---- | ---- | ---- | ---- |
| 669  | 670  | 771  | 906  | 1112 | 1266 | 1425 | 1421 | 1391 | 1370 | 1377 |

Динамика населения:

## Экономика
В 2010 году из 963 человек трудоспособного возраста (от 15 до 64 лет) 695 были экономически активными, 268 — неактивными (показатель активности 72,2 %, в 1999 году — 67,0 %). Из 695 активных трудоспособных жителей работали 652 человека (340 мужчин и 312 женщин), 43 числились безработными (26 мужчин и 17 женщин). Среди 268 трудоспособных неактивных граждан 98 были учениками либо студентами, 106 — пенсионерами, а ещё 64 — были неактивны в силу других причин.
На протяжении 2011 года в коммуне числилось 521 облагаемое налогом домохозяйство, в котором проживало 1363,5 человек. При этом медиана доходов составила 26085 евро на одного налогоплательщика.

## Происшествия
14 ноября 2015 года вблизи коммуны Экверсайм на новой сооружаемой скоростной линии Париж — Страсбург входящей в LGV Est при проведении испытаний произошло крушение поезда TGV. Сход поезда с рельсов произошёл на скорости около 350 км/час. Вагоны упали с моста в канал Марна — Рейн. В результате происшествия погибло 10 человек (по другим данным 11), ещё около 60 пострадало.

## Достопримечательности (фотогалерея)

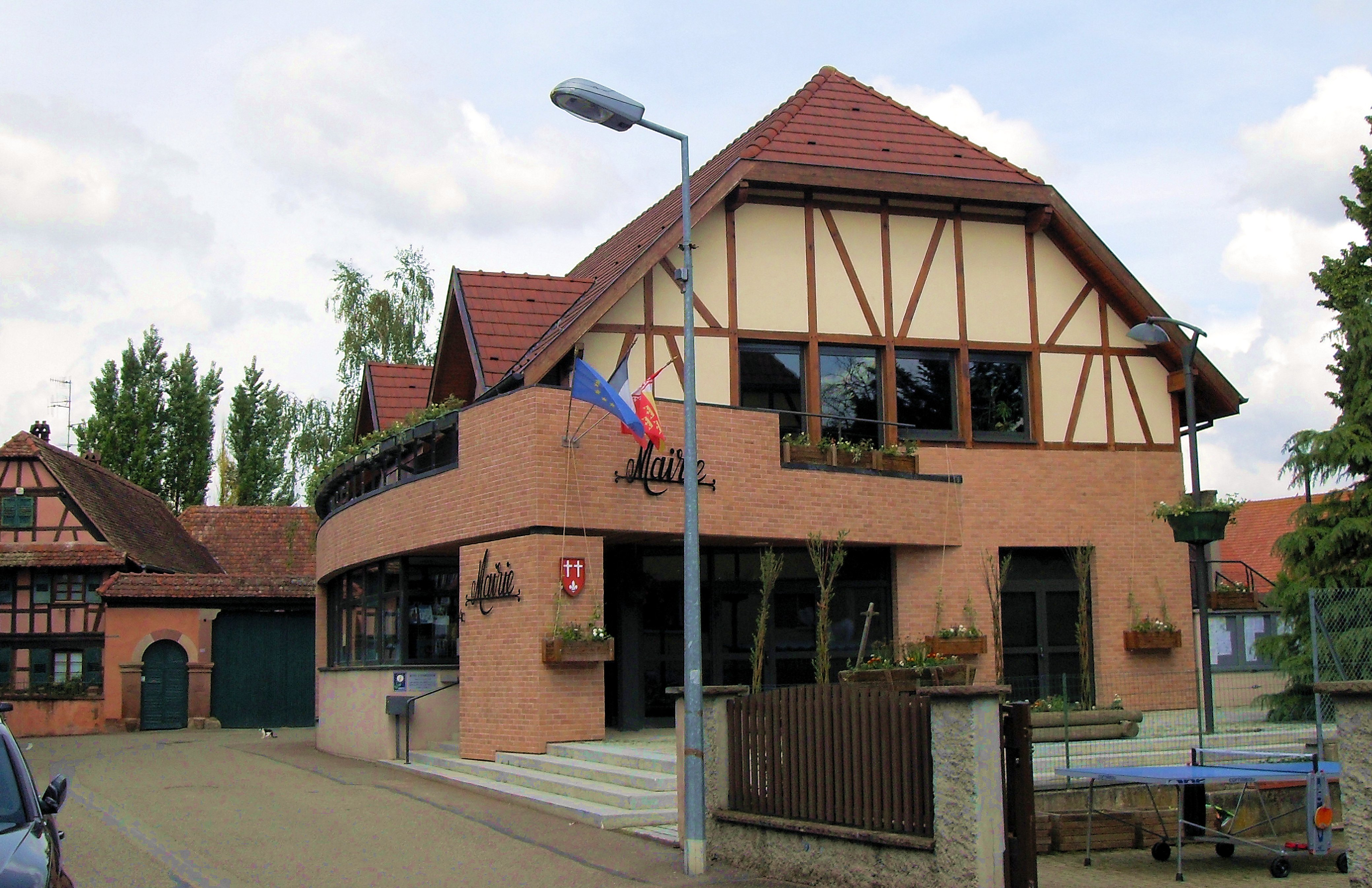
Здание мэрии
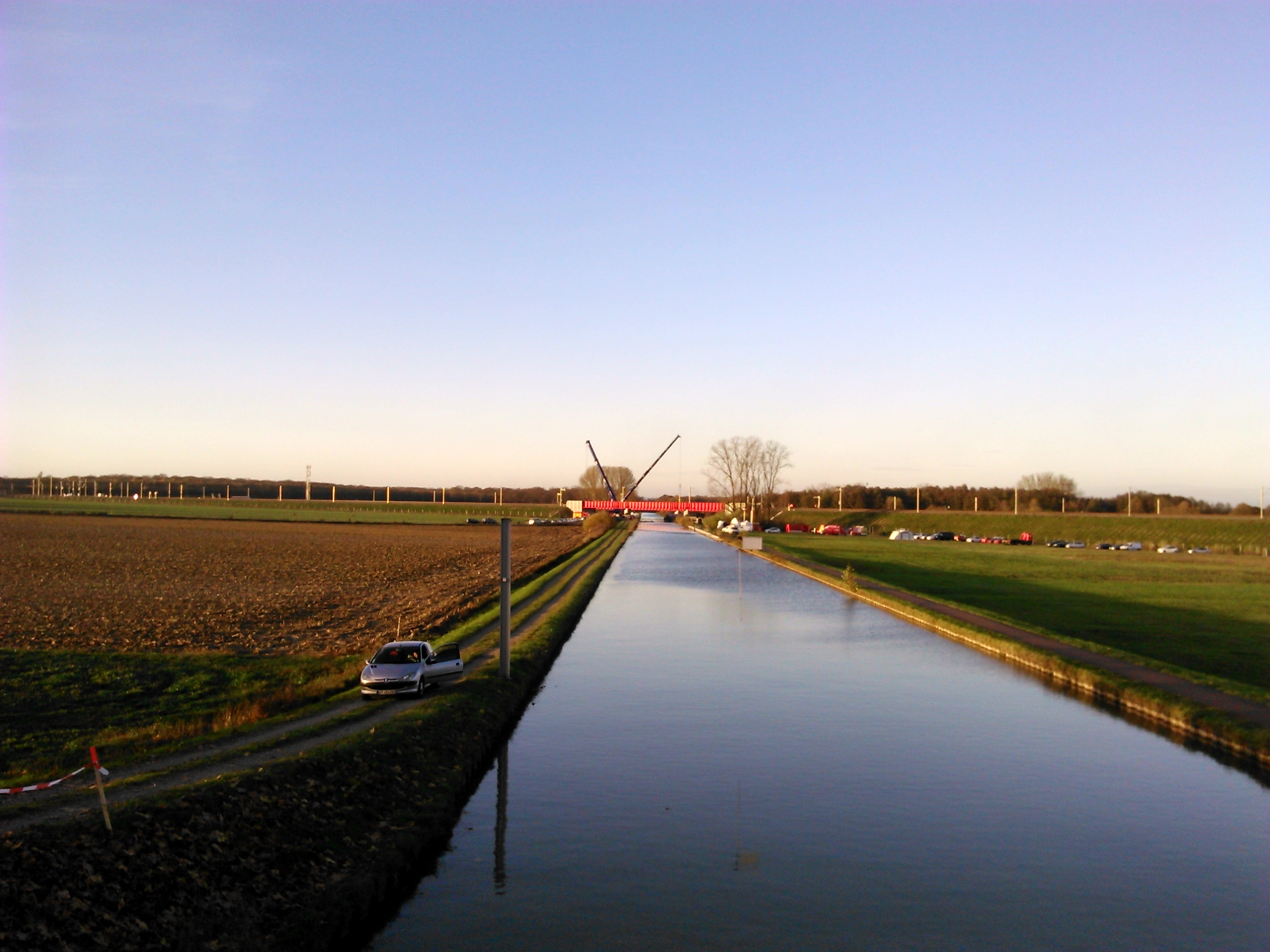
Мост через канал Марна — Рейн
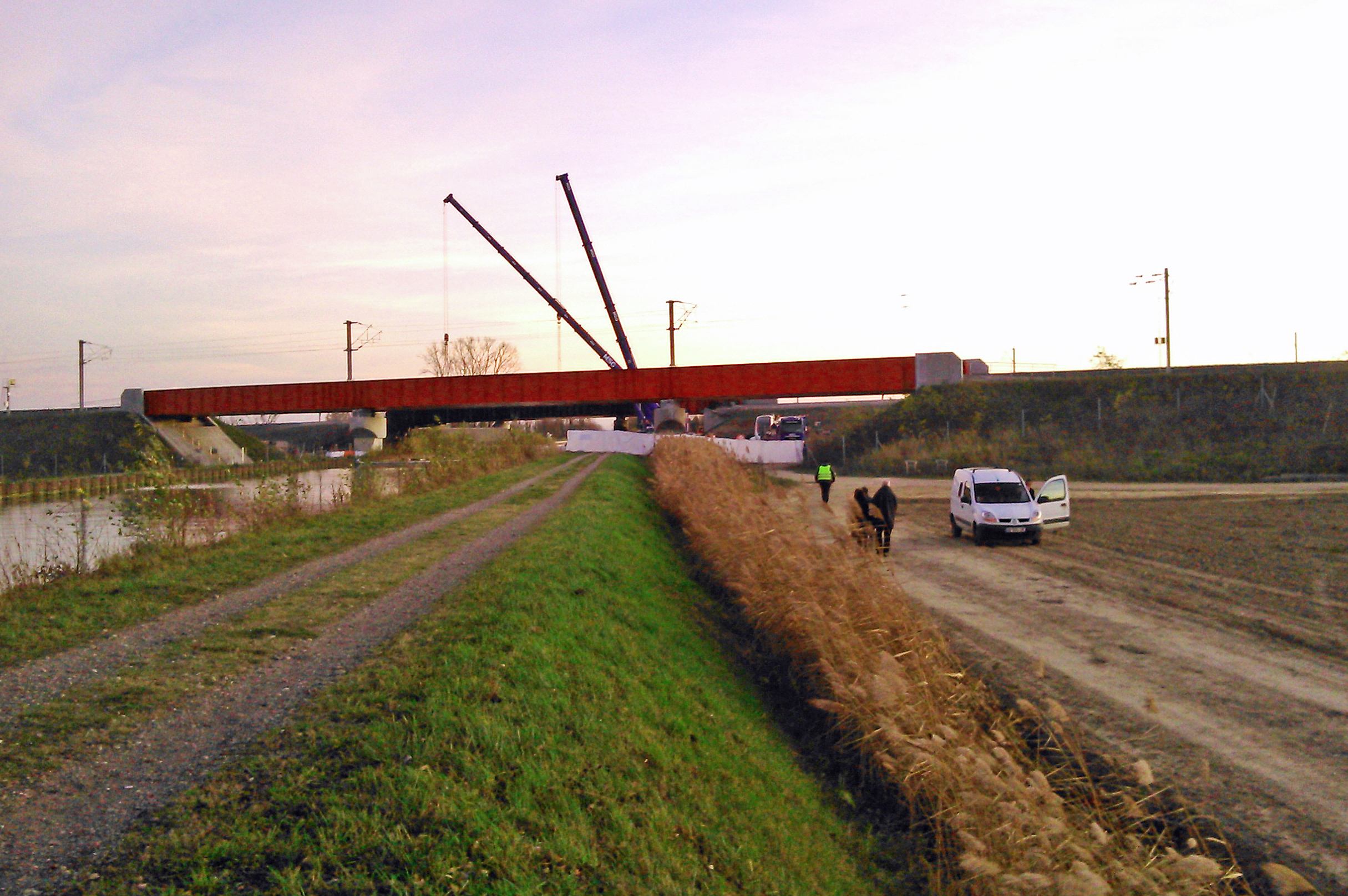
Ликвидация последствий крушения поезда TGV